# Anton Eiselsberg
Anton Freiherr von Eiselsberg, född 31 juli 1860 på Schloss Steinhaus, Oberösterreich, död 25 oktober 1939 i Sankt Valentin, Niederösterreich, var en österrikisk kirurg.
Eiselsberg blev 1890 docent i kirurgi i Wien, kallades till professor 1893 i Utrecht, 1896 i Königsberg och 1901 i Wien. Han publicerade en mängd arbeten inom olika områden av kirurgin, bland vilka särskilt märks de om sköldkörteltransplantation (1892). Han invaldes 1917 som ledamot av svenska Vetenskapsakademien och av Vetenskapssocieteten i Uppsala.